# Championnat des Bermudes de football 2014-2015
Navigation
Saison précédente Saison suivante
La saison 2014-2015 du Championnat des Bermudes de football est la cinquante-deuxième édition de la Premier Division, le championnat de première division aux Bermudes. Les dix formations de l'élite sont réunies au sein d'une poule unique où elles s'affrontent deux fois au cours de la saison. À l'issue du championnat, les deux derniers du classement sont relégués et remplacés par les deux meilleurs clubs de First Division.
C'est le club de Somerset Cricket Club Trojans qui remporte la compétition cette saison après avoir terminé en tête du classement final, avec trois points d'avance sur le tenant du titre, Dandy Town Hornets et quatre sur le PHC Zebras. Il s’agit du dixième titre de champion des Bermudes de l'histoire du club, le premier depuis 1993.

## Les clubs participants
- St George's Colts - Promu de First Division
- Dandy Town Hornets
- North Village Community Club
- Devonshire Cougars
- PHC Zebras
- Southampton Rangers
- Somerset Cricket Club Trojans
- Hamilton Parish FC
- Flanagan's Onions FC
- Robin Hood FC - Promu de First Division

## Compétition
Le barème de points servant à établir le classement se décompose ainsi :
- Victoire : 3 points
- Match nul : 1 point
- Défaite : 0 point

### Classement
| Rang | Équipe                        | Pts | J  | G  | N | P | Bp | Bc | Diff |
| ---- | ----------------------------- | --- | -- | -- | - | - | -- | -- | ---- |
| 1    | Somerset Cricket Club Trojans | 34  | 18 | 10 | 4 | 4 | 27 | 18 | +9   |
| 2    | Dandy Town Hornets'T'C        | 31  | 18 | 9  | 4 | 5 | 43 | 35 | +8   |
| 3    | PHC Zebras                    | 30  | 18 | 9  | 3 | 6 | 34 | 24 | +10  |
| 4    | Robin Hood FCP                | 25  | 18 | 6  | 7 | 5 | 31 | 27 | +4   |
| 5    | Hamilton Parish FC            | 24  | 18 | 7  | 3 | 8 | 23 | 24 | -1   |
| 6    | Devonshire Cougars            | 24  | 18 | 7  | 3 | 4 | 20 | 24 | -4   |
| 7    | North Village Community Club  | 23  | 18 | 6  | 5 | 7 | 31 | 28 | +3   |
| 8    | Southampton Rangers           | 20  | 18 | 5  | 5 | 8 | 19 | 27 | -8   |
| 9    | Flanagan's Onions FC          | 19  | 18 | 5  | 4 | 9 | 32 | 45 | -13  |
| 10   | St George's ColtsP            | 18  | 18 | 4  | 6 | 8 | 19 | 27 | -8   |

|  | Qualification pour la CFU Club Championship 2016                                       |
|  | Relégation en First Division                                                           |
|  | T : Tenant du titre C : Vainqueur de la Coupe des Bermudes P : Promu de First Division |

## Bilan de la saison
| Championnat des Bermudes de football 2014-2015 |                                           |
| Champion                                       | Somerset Cricket Club Trojans (10e titre) |
| Coupes et trophées                             |                                           |
| Vainqueur de la Coupe des Bermudes 2014-2015   | Dandy Town Hornets                        |
| Qualifications continentales                   |                                           |
| CFU Club Championship 2016                     | Somerset Cricket Club Trojans             |
| Promotions et relégations                      |                                           |
| Promus en Premier Division                     | Boulevard Blazers                         |
| Promus en Premier Division                     | Devonshire Colts                          |
| Relégués en First Division                     | Flanagan's Onions FC                      |
| Relégués en First Division                     | St George's Colts                         |